# Rolfshagen (Auetal)
Rolfshagen ist einer der 16 Ortsteile der Gemeinde Auetal im Landkreis Schaumburg in Niedersachsen.

## Geographie
Der Ort liegt zwei Kilometer östlich von Bad Eilsen. Nördlich grenzen die Bückeberge an. Östlich des Ortes liegt das Naturschutzgebiet Alte Tongrube Borstel und südlich fließt die Bückeburger Aue.

## Geschichte
Der Ort wurde im Zeitraum von 1304 bis 1323 erstmals urkundlich erwähnt. Am 1. Dezember 1910 hatte der Ort 1089 Einwohner und gehörte zum Kreis Rinteln. Am 1. März 1974 wurden die bis dahin selbständige Gemeinde Bernsen mit dem Dorf Bernser Landwehr in die Gemeinde Rolfshagen eingegliedert und bereits am 1. April 1974 wurde Rolfshagen in die neue Gemeinde Auetal eingegliedert.

## Persönlichkeiten
- Emil von Bardeleben (* 28. Januar 1817 auf dem Gut Kattenbruch; † 12. Januar 1890 in Rinteln), Gutsbesitzer und Mitglied der kurhessischen Landstände
- August Tünnermann (1896–1982), deutscher Politiker (KPD)
- Kristiane Allert-Wybranietz (1955–2017), deutsche Schriftstellerin